# ميوكو كواكامي
ميوكو كواكامي (باليابانية: 川上未映子) (29 أغسطس 1976، أوساكا في اليابان)؛ موسيقية، شاعرة، مغنية، كاتِبة وروائية يابانية. درست في جامعة نيهون.
فازت أعمالها بالعديد من الجوائز رفيعة المستوى في مجالات شتى، منها جائزة أكوتاجاوا للجولة ال138 لروايتها ”Breasts and Eggs“ (乳と卵)، و جائزة تانيزاكي لعام 2013 لروايتها القصيرة ”Ai no yume to ka“(愛の夢とか)، بالإضافة إلى جائزة ناكاهارا تشويا للشعر المعاصر لمجموعتها الشعرية ”Sentan de, sasuwa sasareruwa soraeewa“(先端で さすわ さされるわ そらええわ).
تُرجمت العديد من مؤلفاتها الى لغات شتى، منها الفرنسية، و الالمانية، و الإيطالية، و النرويجية، و غيرها.

## مسيرتها العملية
عملت كاواكامي في عدد من الوظائف قبل تفرغها لكتابة الروايات، منها كمضيفة و موظفة في محل كُتب و مغنية حيث أصدرت ثلاث ألبومات غنائية قبل تركتها المجال للتفرغ للكتابة في عام 2006.
بدأت كاواكامي مسيرتها الأدبية بعد إصدار مجموعتها الشعرية في 2006. و قبل فوزها بجائزة أكوتاجاوا في 2008 لروايتها الشهيرة ”Breasts and Eggs“، عُرفت كاواكامي في اليابان بكونها مُدونة، حيث كانت تتلقى مدونها اكثر من 200 الف زيارة يومياً.
في 2010 صدرت روايتها ” Heaven“ و التي حصلت على جائزة موراساكي شيكيبو في مجال الآداب. اما في عام 2012 تُرجِمت احدى قصصها القصيرة "March Yarn" في سلسلة تحت عنوان March was Made of Yarn و الذي يتناول مجموعة من المقالات حول زلزال و تسونامي توهوكو الذي ضرب اليابان في عام 2011.
بين عام 2015 و 2017 عقدت كاواكامي سلسلة من المقابلات مع الكاتب الياباني الشهير هاروكي موراكامي، و تناول العديد من المواضيع من اهمها تصويره للمرأة في رواياته و جنسنتها. نُشرت المقالات في دورية عام 2017  تحت مسمى ”Mimizuku wa Tasogare ni Tobitatsu“ (みみずくは黄昏に飛びたつ)، و خلال هذه الفترة اختارتها مجلة Granta تحت فئة افضل الروائيين اليابانيين الشباب لقصتها القصيرة ” Marie's Proof of Love“.
أما في عام 2023 دخلت روايتها المترجمة للإنجليزية ”All the Lovers in the Night“ الى القائمة القصيرة لجائزة ”National Book Critics Circle Award“ في مجال الروايات.

## اسلوبها في الكتابة
لدى كاواكامي طريقة متفردة في الكِتابة، حيث توظف إستخدام اللهجة التي يتحدث بها سُكان مدينة أوساكا في رواياتها، و التي تختلف عن تلك التي يتحدث بها السُكان في المدن المُجاورة.
تُعرف كاواكامي باستخدامها اللغة الشعرية في قصصها القصيرة و رواياتها، حيث استلهمت هذه التقنية من أُدباء تأثرت بهم، منهم جيمس جويس و ليديا ديفيس.
كما تعتبر من الكُتاب المفضلين لدي هاروكي موراكامي حيث أثنى على كِتابتها قالاً بأن ” لها اسلوباً سلسلاً و متجدد“.

## الجوائز
- في عام 2007، جائزة تسوبوجي شويو[16] للكُتاب الناشئة لروايتها Watakushi ritsuin hā, mata wa sekai.
- في عام 2008، جائزة تشويا ناكاهارا[17] لرواية Sentan de, sasuwa sasareruwa sora eewa
- في عام 2008، جائزة أكوتاجاوا لرواية [18] Breasts and Eggs
- في عام 2010، جائزة جائزة موراساكي شيكيبو[9] لرواية Heaven
- في عام 2013، جائزة جائزة تانيزاكي[19] لرواية Ai no Yume toka
- في عام 2016، جائزة واتانابي جونيشيرو[20] لرواية Akogare
- في عام 2019، جائزة ماينيتشي لرواية Summer Stories

## إصداراتها

### باللغة اليابانية
- Watakushi ritsu in ha, mata wa sekai -2007 - ISBN 9784062142137
- Chichi to ran - 2008 ISBN 9784163270104
- Sentan de, sasuwa sasareruwa soraeewa- 2008 ISBN 9784791763894
- Hevun- 2009 ISBN 9784062157728
- Subete mayonaka no koibito tachi - 2011ISBN 9784062779401
- Ai no yume to ka- 2013ISBN 9784062177993
- Akogare - 2015 ISBN 9784103256243
- Wisteria to sannin no onna tachi - 2017 ISBN 9784103256250
- Natsu monogatari - 2019 ISBN 9784163910543
- Haru no kowai mono- 2022 ISBN 9784103256267

### باللغة الإنجليزية
- March was Made of Yarn: Reflections on the Japanese Earthquake, Tsunami, and Nuclear Meltdown- 2012 ترجمها مايكل إمريش[21]
- Ms. Ice Sandwich -2018  ترجمتها لويز هيل كاواي[22]
- Breasts and Eggs - 2020 ترجمها سام بيت وديفيد بويد[23]
- Heaven - 2021 ترجمها سام بيت وديفيد بويد[24]
- All the Lovers in the Night - 2022 ترجمها سام بيت وديفيد بويد[25]

### باللغة العربية
- قيد ترجمة رواية Heaven الى العربية.[26]

## روابط خارجية
- ميوكو كواكامي على موقع ميوزك برينز (الإنجليزية)
- ميوكو كواكامي على موقع ديسكوغز (الإنجليزية)